# IPadOS 13
iPadOS 13 è la prima versione principale del sistema operativo mobile iPadOS sviluppato da Apple per la sua linea di tablet iPad. È stato annunciato alla Worldwide Developers Conference (WWDC) del 2019 con la versione beta pubblica distribuita a luglio e uscita a settembre 2019.

## Funzionalità del sistema

### Schermata Home
A differenza delle versioni precedenti di iOS, le app sulla schermata Home possono essere disposte fino a un massimo di cinque righe e sei colonne, a prescindere dal fatto che il dispositivo sia orientato in orizzontale o verticale. La prima pagina della schermata Home può essere configurata per mostrare una colonna di widget dalle applicazioni per un facile accesso. Spotlight non è più incluso tra i widget ma è possibile accedervi scorrendo verso il basso dal centro della schermata iniziale o tenendo premuti contemporaneamente il tasto Command e la barra spaziatrice su una tastiera collegata.

### Multitasking
Il multitasking è stato completamente rivisto con l'introduzione di nuove funzionalità come Slide Over e Split View, che consentono di utilizzare più applicazioni contemporaneamente. Facendo doppio clic sul pulsante Home o scorrendo verso l'alto dalla parte inferiore dello schermo, verranno visualizzati tutti gli spazi attivi.
È stata aggiunta una nuova modalità simile al Mission Control di macOS che consente di vedere tutte le finestre attive di un'app.
Tra le applicazioni utilizzabili con queste funzionalità fa eccezione YouTube, i cui video possono essere visualizzati anche in modalità Picture-in-Picture mentre vengono utilizzate altre app.

#### Split View
Split View è una funzione che permette di aprire due app contemporaneamente sullo schermo, analogamente a quanto avviene su macOS. Tramite la barra di sistema, simile a quella presente sugli iPhone più recenti, è possibile scorrere rapidamente tra un'applicazione o una Split View e un'altra.

#### Slide Over
Slide Over permette di sovrapporre una seconda app ad una o due applicazioni già in esecuzione, richiamabili tramite un'apposita barra di sistema. È possibile spostarla da una parte all'altra dello schermo oppure ingrandirla accanto all'app in esecuzione.

### Safari
Safari per iPadOS mostra come impostazione predefinita le versioni desktop dei siti web, include nativamente la gestione dei download e implementa 30 nuove scorciatoie, utilizzabili tramite una tastiera esterna.

### Sidecar
Sidecar consente a un iPad di funzionare come un monitor secondario per macOS. Con Sidecar è possibile impiegare l'iPad anche come tavoletta grafica mediante l'utilizzo di Apple Pencil (solo con i modelli compatibili con l'accessorio) sulle applicazioni supportate.

### Archiviazione
Oltre ad accedere all'archiviazione locale, iPadOS consente di collegare periferiche esterne come unità flash USB, dischi rigidi esterni e unità di memoria a stato solido a un iPad tramite l'app File. Sull'iPad Pro di terza generazione è possibile collegarle tramite un cavo USB-C, mentre sui precedenti modelli di iPad è necessario un adattatore Lightning.

### Supporto per mouse e trackpad
Il supporto per mouse e trackpad, già disponibile sin dalla prima versione pubblica ma esclusivamente come opzione di accessibilità, è stato aggiunto in maniera completa nella versione 13.4, includendo gesti multi-touch per trackpad e consentendo ad app di terze parti di implementare nuove funzionalità che supportano tali periferiche.

## Aggiornamenti
| Versione                         | Build  | Data di rilascio  | Caratteristiche |
| -------------------------------- | ------ | ----------------- | --- |
| 13.0 Developer Beta              | -      | 3 giugno 2019     | Prima versione beta per sviluppatori di iPadOS 13. |
| 13.0 Developer Beta 2            | -      | 17 giugno 2019    | Seconda versione beta per sviluppatori di iPadOS 13. Miglioramenti generali, alla stabilità e alle prestazioni. |
| 13.0 Public Beta                 | -      | 24 giugno 2019    | Prima versione beta pubblica di iPadOS 13. Miglioramenti generali, alla stabilità e alle prestazioni. Build equivalente a 13.0 Developer Beta 2. |
| 13.0 Developer Beta 3            | -      | 2 luglio 2019     | Terza versione beta per sviluppatori di iPadOS 13. Miglioramenti generali, alla stabilità e alle prestazioni. |
| 13.0 Developer Beta 3 Aggiornata | -      | 8 luglio 2019     | Terza versione beta per sviluppatori di iPadOS 13 aggiornata. Miglioramenti generali, alla stabilità e alle prestazioni. |
| 13.0 Public Beta 2               | -      | 8 luglio 2019     | Seconda versione beta pubblica di iPadOS 13. Miglioramenti generali, alla stabilità e alle prestazioni. Build equivalente a 13.0 Developer Beta 3 Aggiornata. |
| 13.0 Developer Beta 4            | -      | 17 luglio 2019    | Quarta versione beta per sviluppatori di iPadOS 13. Miglioramenti generali, alla stabilità e alle prestazioni. |
| 13.0 Public Beta 3               | -      | 18 luglio 2019    | Terza versione beta pubblica di iPadOS 13. Miglioramenti generali, alla stabilità e alle prestazioni. Build equivalente a 13.0 Developer Beta 4. |
| 13.0 Developer Beta 5 (17A5547d) | -      | 29 luglio 2019    | Quinta versione beta di iPadOS 13 per sviluppatori. - È possibile aumentare la densità delle icone nella Home (le icone possono essere più grandi o in maggior quantità); - Lo slider del volume ha una regolazione più precisa; - Miglioramenti a CarPlay; - Nuove schermate di benvenuto in Salute e Messaggi; - Più chiarezza nella presentazione dei contenuti sulla schermata di condivisione; - Altre piccole correzioni. |
| 13.0 Public Beta 4               | -      | 30 luglio 2019    | Quarta versione beta pubblica di iPadOS 13. Build equivalente a iPadOS 13.0 Developer Beta 5. |
| 13.0 Developer Beta 6            | -      | 7 agosto 2019     | Sesta versione beta per sviluppatori di iPadOS 13. Miglioramenti generali, alla stabilità e alle prestazioni. |
| 13.0 Public Beta 5               | -      | 8 agosto 2019     | Quinta versione beta pubblica di iPadOS 13. Build equivalente a 13.0 Developer Beta 6. |
| 13.0 Developer Beta 7            | -      | 15 agosto 2019    | Settima versione beta per sviluppatori di iPadOS 13. Miglioramenti generali, alla stabilità e alle prestazioni. |
| 13.0 Public Beta 6               | -      | 16 agosto 2019    | Sesta versione beta pubblica di iPadOS 13. Build equivalente a 13.0 Developer Beta 7. |
| 13.0 Developer Beta 8            | -      | 21 agosto 2019    | Ottava versione beta per sviluppatori di iPadOS 13. Miglioramenti generali, alla stabilità e alle prestazioni. |
| 13.0 Public Beta 7               | -      | 22 agosto 2019    | Settima versione beta pubblica di iPadOS 13. Build equivalente a 13.0 Developer Beta 8. |
| 13.1 Developer Beta              | -      | 27 agosto 2019    | Prima versione beta per sviluppatori di iPadOS 13.1. Miglioramenti generali, alla stabilità e alle prestazioni. |
| 13.1 Public Beta                 | -      | 28 agosto 2019    | Prima versione beta pubblica di iPadOS 13.1. Miglioramenti generali, alla stabilità e alle prestazioni. Build equivalente a 13.1 Developer Beta. |
| 13.1 Developer Beta 2            | -      | 4 settembre 2019  | Seconda versione beta per sviluppatori di iPadOS 13.1. Miglioramenti generali, alla stabilità e alle prestazioni. |
| 13.1 Public Beta 2               | -      | 4 settembre 2019  | Seconda versione beta pubblica di iPadOS 13.1. Build equivalente a 13.1 Developer Beta 2. |
| 13.1 Public Beta 3               | -      | 11 settembre 2019 | Terza versione beta pubblica. Si limita a correggere bug e malfunzionamenti del sistema |
| 13.1 Public Beta 4               | -      | 19 settembre 2019 | Quarta versione beta pubblica. rimuove alcuni bug e ottimizza il sistema in generale rispetto alla precedente beta pubblica di iPadOS 13.1. |
| 13.1                             | 17A844 | 24 settembre 2019 | Prima versione pubblica definitiva. |
| 13.1.1                           | 17A854 | 27 settembre 2019 | Gli aggiornamenti includono correzioni di bug e miglioramenti generali. |
| 13.1.2                           | 17A860 | 30 settembre 2019 | Gli aggiornamenti includono correzioni di bug e miglioramenti generali. |
| 13.1.3                           | 17A878 | 15 ottobre 2019   | Gli aggiornamenti includono correzioni di bug e miglioramenti generali. |
| 13.2                             | 17B84  | 28 ottobre 2019   | Emoji nuove e aggiornate, funzionalità che consente di ascoltare i messaggi tramite gli auricolari AirPods, il supporto degli AirPods Pro, del video sicuro di HomeKit, dei router compatibili con HomeKit e nuove impostazioni della privacy per Siri. L'aggiornamento offre correzioni di errori e miglioramenti. |
| 13.2.2                           | 17B102 | 7 novembre 2019   | Gli aggiornamenti includono correzioni di bug e miglioramenti generali. |
| 13.2.3                           | 17B111 | 18 novembre 2019  | Gli aggiornamenti includono correzioni di bug e miglioramenti generali. |
| 13.3                             | 17C54  | 10 dicembre 2019  | Miglioramenti, correzioni di errori e ulteriori controlli parentali in “Tempo di utilizzo”. |
| 13.3.1                           | 17D50  | 28 gennaio 2020   | L'aggiornamento include correzioni di bug e miglioramenti generali. |
| 13.4                             | 17E255 | 24 marzo 2020     | Introduce il supporto del mouse e del trackpad su iPad. Introduce la condivisione delle cartelle di iCloud Drive dall’app File e i nuovi adesivi Memoji. L’aggiornamento include correzioni di errori e miglioramenti. |
| 13.4.1                           | 17E262 | 7 aprile 2020     | L'aggiornamento risolve problemi per iPad. |
| 13.5                             | 17F75  | 20 maggio 2020    | Migliora l'accesso al campo di inserimento del codice sui dispositivi dotati di Face ID quando viene indossata una mascherina. L'aggiornamento include risoluzioni di problemi e altri miglioramenti. |
| 13.5.1                           | 17F80  | 1º giugno 2020    | Importanti aggiornamenti di sicurezza. |
| 13.6                             | 17G68  | 15 luglio 2020    | Aggiunge il supporto per le chiavi digitali dell’auto, introduce “notizie audio” in Apple News+ e contiene una nuova categoria di sintomi nell’app Salute. Questa versione include anche correzioni di bug e miglioramenti. |
| 13.6.1                           | 17G80  | 12 agosto 2020    | |
| 13.7                             | 17H35  | 1º settembre 2020 | Correzione di bug |

## Dispositivi supportati
- iPad (quinta, sesta e settima generazione)
- iPad Air (seconda e terza generazione)
- iPad mini (quarta e quinta generazione)
- iPad Pro 9.7", 10,5", 11" (prima e seconda generazione), 12,9" (prima, seconda, terza e quarta generazione)